# Переросле
Пере́росле — село в Україні, у Білогірській селищній громаді Шепетівського району Хмельницької області. Населення становить 818 осіб.

## Географія
У селі бере початок річка Бензюрівка, притока Горині.

## Історія
Поблизу сіл Перерослого та Козина виявлено кургани доби бронзи та давньоруських часів.
У 1906 році село Перерославської волості Острозького повіту Волинської губернії. Відстань від повітового міста 30 верст. Дворів 64, мешканців 734.
7 (20) листопада 1917 року, відповідно до Третього Універсалу Української Центральної Ради, увійшло до складу Української Народної Республіки.
12 червня 2020 року, відповідно до розпорядження Кабінету Міністрів України № 727-р «Про визначення адміністративних центрів та затвердження територій територіальних громад Хмельницької області», увійшло до складу Білогірської селищної громади.
19 липня 2020 року, в результаті адміністративно-територіальної реформи та ліквідації Білогірського району, село увійшло до складу новоутвореного Шепетівського району.